# Jaume Ortí Ruiz
Jaume Ortí Ruiz (Aldaia, Horta Sud, 24 de gener de 1947 - València, 24 de novembre de 2017) fou un empresari i dirigent esportiu valencià, que va presidir el València CF des de juliol de 2001 fins a octubre de 2004, època que va coincidir amb una de les millors etapes a nivell esportiu de l'equip valencianista, en què s'aconseguiren dos lligues, una Copa de la UEFA i una Supercopa d'Europa.

## Biografia
De jove va practicar atletisme i futbol encara que la seua passió era el futbol, esport que coneixia bé per l'experiència de molts anys en contacte amb entrenadors i jugadors. Empresari del sector de l'alumini, va iniciar la seua carrera com a gestor futbolístic molt a prop del seu Aldaia natal, com a directiu del club d'Alaquàs.
Jaume Ortí va entrar en el consell d'administració del València CF el 1994, al costat de Francesc Roig Alfonso, que aquell mateix any va accedir a la presidència del club. Després, es va desvincular temporalment de l'entitat, i va tornar com a vicepresident primer el desembre de 1997, coincidint amb el relleu de Paco Roig per Pedro Cortés al capdavant del club.
Durant els quatre anys que va durar la presidència de Cortés, el València va posar fi a quasi dos dècades sense campionats aconseguint diversos èxits esportius, com els títols de Copa del Rei i Supercopa d'Espanya i també dos subcampionats de la Lliga de Campions de la UEFA.
El 12 de juny de 2001, després de la dimissió de Pedro Cortés, Ortí va ser nomenat president, malgrat el seu escàs pes en l'accionariat de l'entitat, controlant només 176 de les 192.000 accions de la Societat anònima esportiva. La seua presidència va coincidir amb un gran moment esportiu de l'equip merengot, que va arribar a ser designat el millor del món per l'IFFHS el 2004. Durant els tres anys de mandat d'Ortí, l'equip va conquerir dues lligues el 2002 i 2004, una Copa de la UEFA i la Supercopa d'Europa el 2004. Estos èxits esportius, unitsal seu carisma entre els aficionats, li van permetre mantenir-se en el càrrec, a pesar les lluites intestines entre els accionistes majoritaris per aconseguir el control del consell d'administració.
Mostra del seu caràcter populista, va protagonitzar múltiples anècdotes durant el seu mandat. Es feu popular al lluir en públic una perruca taronja per celebrar els èxits esportius de l'equip, i va exhibir, a tall de talismà, un vell ventall gegant -record del seu Aldaia natal- cada vegada que el València CF es jugava un títol. A més, és considerat el creador del terme galàctic, una definició que va fer fortuna per referir-se a l'equip del Reial Madrid que formaven Zidane, Figo, Ronaldo i Beckham, entre d'altres. Pel que fa a la seua gestió esportiva, es destaquen actuacions com el fitxatge del llavors jove Vicente, la negativa a traspassar a Roberto Fabián Ayala al Reial Madrid o la confiança absoluta en el tècnic Rafa Benítez, en els seus dubitatius inicis.
La fortuna que va marcar el mandat d'Ortí va començar a girar-li l'esquena el juny de 2004, quan Rafa Benítez, que acabava d'aconseguir el primer doblet de la història del club, va anunciar la seua dimissió després de continuades desavinences amb el secretari tècnic, Jesús García Pitarch i, sobretot, amb el conseller delegat, Manuel Llorente. Pocs mesos després, el 5 d'octubre de 2004, Juan Bautista Soler, aleshores màxim accionista de l'entitat, va forçar la dimissió d'Ortí per ocupar el seu lloc.
Després de la seua eixida del club, Ortí va col·laborar com a tertulià i comentarista esportiu en Canal 9, l'extinta televisió pública valenciana. A les seues diferents aparicions als mitjans audiovisuals va encunyar expressions com muchas noches, i va quedar vinculat a la paraula bonico. La seua afició per jugar al futbol la seguia mantenint l'any 2016; des dels anys 1965 jugava a futbol amb els seus amics.
En novembre de 2017 Jaume Ortí moria afectat d'un càncer de pulmó.